# Heißluft
Heißluft ist der Oberbegriff für künstlich erhitzte Luft, 
Heißluft wird hauptsächlich im technischen Bereich für unterschiedliche Aufgaben eingesetzt. Primäres Ziel ist jedoch das Übertragen von thermischer Energie auf andere Objekte.
Der Temperaturbereich ist vom Einsatzzweck des Gerätes abhängig.

## Heißluftgeräte
- Heißluftofen
- Heißluftdämpfer
- Heißluftgebläse
- Heißluftballon
- Heißluft-Luftschiff
- Luftkollektor